# Eva Šuranová
Eva Šuranová z domu Kucmanová (ur. 24 kwietnia 1946 w Ózd na Węgrzech, zm. 31 grudnia 2016 w Bratysławie) – słowacka lekkoatletka reprezentująca Czechosłowację, specjalistka skoku w dal, medalistka olimpijska z 1972 z Monachium.
Specjalizowała się w skoku w dal, ale odnosiła sukcesy również w innych konkurencjach lekkoatletycznych. Na pierwszych europejskich igrzyskach halowych w 1966 w Dortmundzie zdobyła brązowy medal w sztafecie 4 × 1 okrążenie, a w skoku w dal odpadła w eliminacjach. Startowała na mistrzostwach Europy w 1966 w Budapeszcie, gdzie zajęła 12. miejsce w finale skoku w dal, a w sztafecie 4 × 100 metrów odpadła w eliminacjach. Zdobyła srebrny medal w sztafecie 4 × 1 okrążenie na europejskich igrzyskach halowych w 1967 w Pradze, a w skoku w dal odpadła w eliminacjach. Na mistrzostwach Europy w 1969 w Atenach zajęła 7. miejsce w finale skoku w dal.
Na igrzyskach olimpijskich w 1972 w Monachium zdobyła brązowy medal w skoku w dal. Zdobyła srebrny medal w tej konkurencji na mistrzostwach Europy w 1974 w Rzymie. Odpadła w eliminacjach skoku w dal na igrzyskach olimpijskich w 1976 w Montrealu nie oddając żadnego ważnego skoku. Tak samo zakończył się jej występ na mistrzostwach Europy w 1978 w Pradze.
Eva Šuranová była mistrzynią Czechosłowacji skoku w dal w latach 1965–1969, 1972, 1974 i 1975, w biegu na 100 metrów w 1975, w biegu na 100 metrów przez płotki w 1968 i 1969, w pięcioboju w 1967 oraz w sztafecie 4 × 100 metrów w 1978, a także halową mistrzynią w biegu na 50 m w 1976.
W latach 1969-1972 kilkakrotnie poprawiała rekord Czechosłowacji w skoku w dal, doprowadzając go do wyniku 6,67 m (31 sierpnia 1972, Monachium), a w latach 1968–1969 trzykrotnie ustanawiała rekord tego kraju w biegu na 100 m przez płotki (do rezultatu 13,6 s 20 lipca 1969 w Powaskiej Bystrzycy). Wielokrotna rekordzistka Czechosłowacji w sztafecie 4 × 100 metrów. Rekordzistka Słowacji w różnych konkurencjach.
W ostatnich latach życia mieszkała w Bratysławie.